# John Patitucci
John Patitucci (* 22. prosince 1959 Brooklyn) je americký jazzový kontrabasista, baskytarista a hudební skladatel. Ve svých deseti letech začal hrát na baskytaru a od patnácti pak přidal i kontrabas; basu rovněž vystudoval na San Francisco State University a California State University, Long Beach. Vydal řadu vlastních alb a hrál na albech jiných interpretů, mezi které patří Wayne Shorter, Victor Feldman, Natalie Coleová, Frank Gambale, Chick Corea nebo Roger Waters.